# François Bonnin
Pour les articles homonymes, voir Bonnin.
François Bonnin est un homme politique français né le 10 mars 1795 à Nouaillé (Vienne) et décédé le 17 mars 1862 à Civray (Vienne).
Notaire en 1821, il est un militant libéral. Il est député de la Vienne de 1839 à 1848, il siège à gauche. De nouveau député de 1848 à 1849, il siège avec les républicains modérés.

## Sources
- « François Bonnin », dans Adolphe Robert et Gaston Cougny, Dictionnaire des parlementaires français, Edgar Bourloton, 1889-1891 [détail de l’édition]